# Mechanicsburg (Ohio)
Mechanicsburg è un comune degli Stati Uniti d'America, situato nello Stato dell'Ohio e in particolare nella contea di Champaign.